# Suero inmunológico
Un suero inmunológico o antisuero es un suero sanguíneo que contiene anticuerpos monoclonales o policlonales y que se utiliza para expandir inmunidad pasiva a muchas enfermedades por medio de la donación de sangre (plasmaféresis). La transfusión de anticuerpos a partir de un superviviente humano anterior en ocasiones  es el único tratamiento eficaz. Por ejemplo, el suero convaleciente, una transfusión de anticuerpos pasiva de un sobreviviente humano previo, solía ser el único tratamiento efectivo contra la infección por ébola, con una alta tasa de éxito de 7 de 8 pacientes sobreviviendo.
Los sueros inmunológicos son usados ampliamente en laboratorios diagnósticos de virología. Los usos más comunes de un antisuero en el ser humano son la antitoxina, usada principalmente contra el tétanos, y el  suero antiofídico para tratar el envenenamiento por mordeduras de serpiente. 
La terapia con suero inmunológico, también llamada seroterapia, describe el tratamiento de enfermedades infecciosas usando el suero de animales que han sido inmunizados contra los organismos específicos o sus productos, a los cuáles la enfermedad supuestamente puede referirse.

## Funcionamiento
La extracción de plasma sanguíneo de pacientes que superan ciertos tipos de enfermedades altamente mortales, puede usarse para evitar más casos mortales o contrarrestar la enfermedad.
El enfoque terapéutico con plasma de convaleciente, se basa en el principio de la terapia con anticuerpos pasivos, una estrategia a corto plazo mediante la cual se pueden administrar anticuerpos de la sangre de alguien que se recuperó de una infección para proteger o tratar a otra persona.
Los anticuerpos en el antisuero se ligan al agente infeccioso o antígeno. El sistema inmunitario reconoce entonces los agentes extraños ligados a los anticuerpos y desencadena una respuesta inmunitaria más sólida. El uso del antisuero es particularmente eficaz contra agentes patógenos que son capaces de evadir el sistema inmunitario en su estado no estimulado, pero que no son lo suficientemente robustos como para evadir el sistema inmunitario estimulado. La existencia de anticuerpos contra el agente depende de un superviviente inicial cuyo sistema inmunitario haya descubierto por casualidad un contraagente del patógeno o de una especie huésped portadora del patógeno pero que no experimente sus efectos. A continuación, se pueden producir más reservas de antisuero a partir del donante inicial o de un organismo donante que sea inoculado con el patógeno y curado por alguna reserva de antisuero preexistente. Por ejemplo, el veneno de serpiente diluido se utiliza a menudo como antisuero para dar inmunidad pasiva al veneno de serpiente mismo.

## Historia

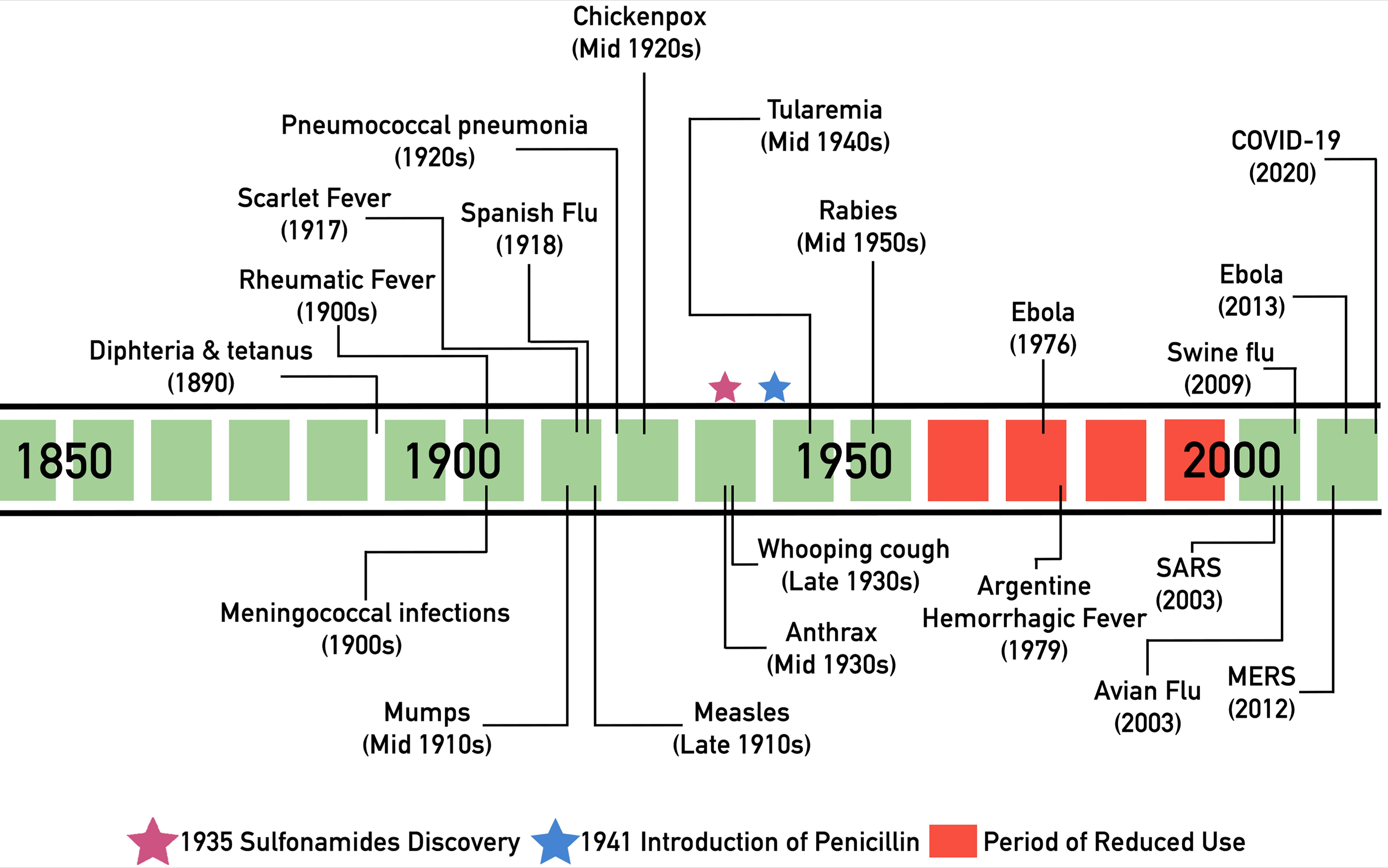
Esquema histórico de uso de plasma convaleciente

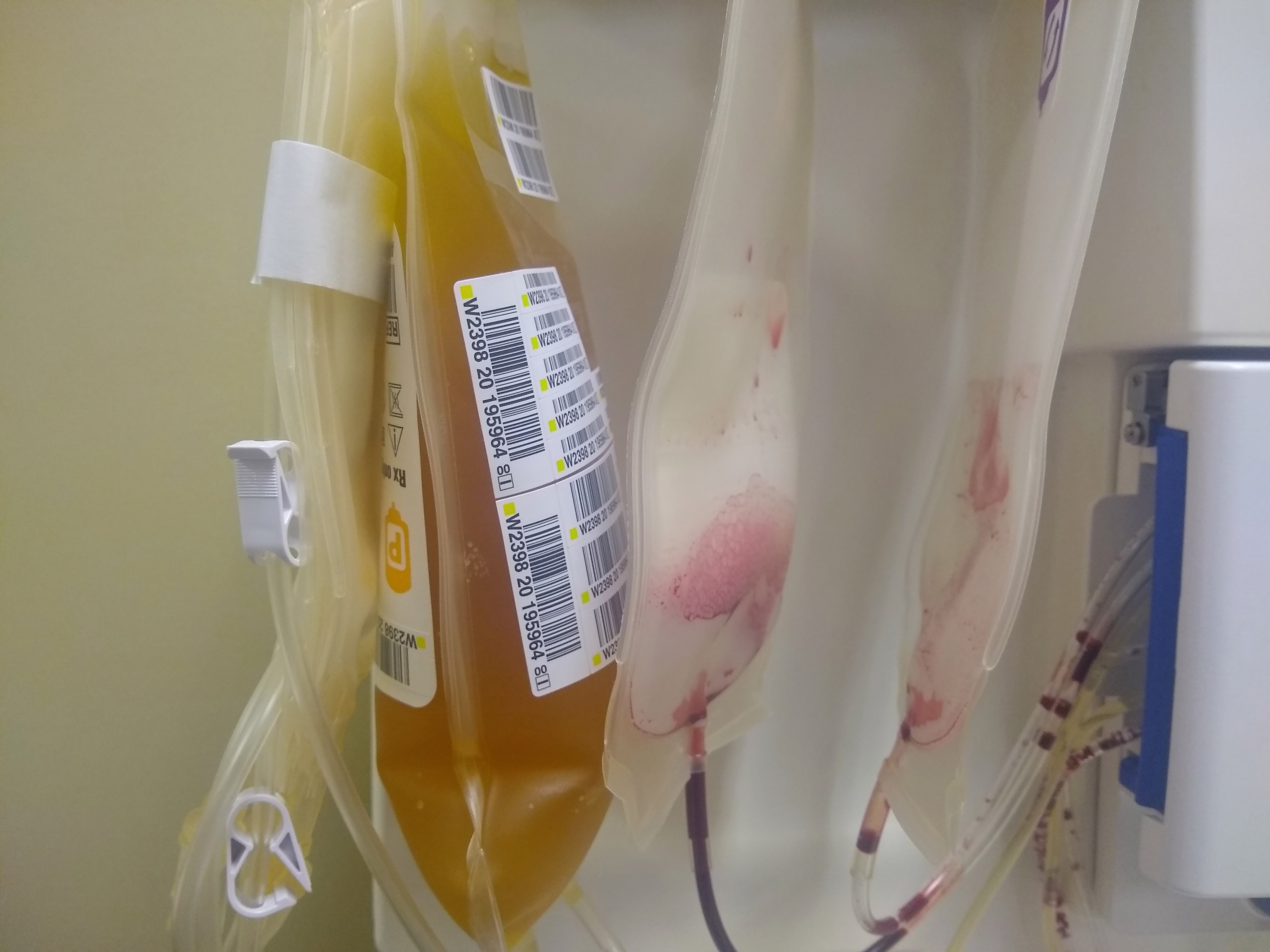
Plasma de convaleciente de COVID-19.

El suero de convalecientes ha sido utilizado desde el siglo 19 y en el siglo 21 se ha retomado como terapia.
Antes de la era de los antibióticos, la terapia con suero (plasma menos factores de coagulación) se usaba ampliamente para tratar enfermedades infecciosas como la escarlatina y la neumonía neumocócica.
En 1890, los fisiólogos Emil Adolf von Behring y Kitasato Shibasaburō utilizaron suero sanguíneo de animales inmunizados para tratar la difteria y el tétanos; posteriormente, el suero de los animales recuperados se identificó como una posible fuente de anticuerpos específicos.
En 1901 von Behring recibió el Premio Nobel de Medicina por su trabajo, 
que también sirvió de base para el tratamiento de múltiples enfermedades en la década de 1900, así como para el desarrollo de vacunas.
El uso más notable fue durante la pandemia de gripe de 1918-1920.  
Con la llegada de los antimicrobianos, a mediados del siglo XX, el uso de la terapia con suero había disminuido. 

### Ébola
El uso de suero fue conocido para la infección por Ebola virus, en un ensayo se curaron 7 de 8 infectados.

### COVID-19
El plasma sanguíneo de convaleciente, se consideró como una opción de tratamiento de la enfermedad por coronavirus (COVID-19) al inicio de la pandemia. Sin embargo, tras múltiples estudios, hay evidencia suficiente de que no disminuye la mortalidad ni produce mejoría clínica ni disminuye la necesidad de ventilación mecánica en pacientes con enfermedad moderada a grave. Por lo tanto, la OMS y otras instituciones nacionales e internacionales recomiendan no usar el plasma sanguíneo de convaleciente para el tratamiento de la COVID-19, ni en enfermedad leve ni grave.